# Nicolas Isouard
Nicolas (eller Nicolò) Isouard (6. december 1775—23. marts 1818) var en fransk komponist.
Isouard var født på Malta (hvorfor han også jævnlig findes benævnt Nicolò de Malte) af velhavende forældre, hvis plan det var at gøre ham til købmand. En tid lang dyrkede han da musikken samtidig med at fungere i et bankinstitut, men senere opgav han ganske planerne om handelsvejen. 1794 debuterede Isouard med en opera, der opførtes i Firenze uden synderlig held, og nogen rigtig glæde af sine frembringelser opnåede Isouard først, da han 1799 havde begivet sig til Paris - efter at Malteserordenen, hvis kapelmester han var, havde mistet øen.
1802 slog Isouard igennem med operaen Michel Ange, der fulgtes af andre Opéras-comiques, kulminerende (1810) med Cendrillon (Askepot eller Den lille grønne sko, opført i København 1812), vistnok Isouards mest yndede opera. En stor fordel havde det hidtil været for Isourad, at han på Opéra-comiques område omtrent stod uden medbejler til publikums gunst. Nu (1811) vendte imidlertid Boieldieu tilbage fra Rusland og forøgede sit alt tidligere vundne ry med operaen Jean de Paris (1812).
Der opstod herefter en kappestrid mellem de to musikere, i hvilken Isouard vel lå under, men som dog havde den kunstneriske betydning for ham, at den tvang ham til at forlade sin hidtidige, letløbende italienske skrivemåde for at nå det franske sangspils finere udarbejdede stil - uden at Isouard imidlertid i operaerne Jeannot et Colin (1814) og Joconde (samme år) tilsatte sin medfødte evne til at undfange smukke og yndefulde melodier. Den ophidsende konkurrence - i forbindelse med et uregelmæssigt levned - bidrog imidlertid til den sensible og forfængelige kunstners tidlige død.